# 图奥
图奥（法語：Touho，發音：[tu.o] ⓘ）是法国海外特殊集体新喀里多尼亞北部省的市镇，面积283平方千米，2019年1月1日人口为2,380人。

## 地理
图奥（20°47'0"S, 165°14'0"E）面积283平方千米，位于法国海外特殊集体新喀里多尼亞。
与图奥接壤的市镇（或旧市镇、城区）包括：延根、普安迪米耶。
图奥的时区为UTC+11:00。

## 行政
图奥的邮政编码为98831，INSEE市镇编码为98830。

## 政治
图奥的现任市长为阿方斯·布莱-普瓦尼纳（Alphonse Boulet-Poinine）先生，任期为2020-2026年。

## 人口
图奥于2019年1月1日时的人口数量为2380人。